# P.I.M.P.
«P.I.M.P.» — песня американского рэпера 50 Cent с дебютного студийного альбома Get Rich or Die Tryin'. Продюсером трека стал Mr. Porter, участник американской хип-хоп группы D12, сведе́нием занимался Dr. Dre. 12 августа 2003 года ремикс версия песни с участием Snoop Dogg, Ллойда Бэнкса и Young Buck была выпущена в качестве четвёртого сингла с альбома. Несмотря на то, что ремикс версия не была представлена в списке композиций альбома, она была добавлена бонус-треком в некоторых цифровых версиях лонгплея.
Сингл имел значительный коммерческий успех, особенно в Соединённых Штатах Америки, где достиг третьего места в чарте Billboard Hot 100, а также вошёл в списки лучших десяти синглов во многих странах мира.
Песня получила золотую сертификацию от Американской ассоциации звукозаписывающих компаний за продажи, превышающие отметку в 500 тысяч копий.

## Содержание
«Pimp» The Bacao Rhythm & Steel Band издана в качестве семпла. В музыкальном плане композиция содержит бит со стальными барабанами и элементами других стилей, регги музыки Карибских островов. В песне 50 Cent утверждает, что несмотря на мнение людей о нём, он — сутенёр, хотя и не имеет типичных предметов роскоши.

## Видеоклип
Режиссер: Крис Робинсон. В видео можно увидеть женщин топлес, в частности Адриану Сейдж и Франсин Ди. Существуют две версии клипа: цензурированная и с женщинами топлес. Видео дебютировало в Total Request Live на MTV 15 июля 2003 на 9-й позиции и оставалось в чарте 50 дней. Клип был номинирован на MTV Video Music Awards 2004 г. в категории «Лучшее рэп-видео», однако победу одержал клип «99 Problems» Jay-Z.
По сценарию кандидатуру рэпера рассматривают в члены «Сутенёрского Легиона Смерти» (англ. «PIMP Legion of Doom»). Показав свой Волшебный Посох, исполнитель получает одобрение присутствующих.

## Список песен
- Британский CD-сингл[4]

1. «P.I.M.P.» — 4:09
2. «P.I.M.P.» (Remix) (с участием Snoop Dogg, Lloyd Banks и Young Buck) — 4:37
3. «8 More Miles» (в исполнении G-Unit) — 3:08
4. «P.I.M.P.» (Music Video) — 4:10

## Позиции в чартах
| Чарт (2003)                                   | Наивысшая позиция |
| --------------------------------------------- | ----------------- |
| Австралия (ARIA)                              | 2                 |
| Австрия (Ö3 Austria Top 40)                   | 12                |
| Великобритания (The Official Charts Company)  | 5                 |
| Греция (IFPI Греція)                          | 7                 |
| Дания (Tracklisten)                           | 5                 |
| Ирландия (IRMA)                               | 4                 |
| Италия (FIMI)                                 | 10                |
| Канада (Nielsen SoundScan)                    | 18                |
| Нидерланды (Nederlandse Top 40)               | 8                 |
| Германия (Media Control AG)                   | 5                 |
| Новая Зеландия (Recorded Music NZ)            | 2                 |
| Норвегия (VG-lista)                           | 4                 |
| Румыния (Romanian Top 100)                    | 2                 |
| США (Billboard Hot 100)                       | 3                 |
| US Billboard Hot Rap Tracks                   | 1                 |
| US Billboard Hot R&B/Hip-Hop Singles & Tracks | 2                 |
| Финляндия (Suomen virallinen lista)           | 10                |
| Венгрия (Dance Top 40)                        | 3                 |
| Финляндия (Suomen virallinen lista)           | 10                |
| Фландрия (Ultratop 50 Фландрия)               | 10                |
| Франция (SNEP)                                | 25                |
| Швейцария (Schweizer Hitparade)               | 4                 |
| Швеция (Sverigetopplistan)                    | 8                 |